# 日本畜産学会
公益社団法人日本畜産学会（にほんちくさんがっかい、英語名: Japanese Society of Animal Science、略称: JSAS）は、畜産学ならびに畜産業の進歩と発展を目的とし，1924年（大正13年）に設立された学会である。
会員数は約2,500名であり，会員の所属は大学，公的試験機関および民間企業など幅広い。

## 概要
日本畜産学会の目的は，「畜産に関する学術研究の発表，情報の交換の場としてその進歩普及を図り，もって学術，文化の発展に寄与すること」とされている。
家畜に関する生理機能の解明，飼養管理の向上および畜産物利用の技術開発および畜産経営学等を主な領域とする。
近年では，遺伝分野の著しい発展，家畜による環境汚染の深刻化を受け，動物と人間の関係を含む畜産学全般が対象領域となっている。
学術論文誌として英文誌 Animal Science Journal および 日本畜産学会報を発行している。
表彰事業としては、日本畜産学会賞、日本畜産学会奨励賞、日本畜産学会功労賞および大会時の優秀発表賞や学術論文誌の査読、引用回数に係る各賞がある。